# Donkere Bomen Bos
Het Donkere Bomen Bos vormt een fictief bosgebied in de Bommelsaga, geschreven en getekend door Marten Toonder. Het bos wordt voor het eerst genoemd in het verhaal De toverpijp uit 1941.
Het Donkere Bomen Bos ligt ten zuiden van Rommeldam en grenst voor een klein deel aan de landerijen van Bommelstein. Het is een zeer uitgestrekt gebied, waar, net als in de Zwarte Bergen diverse levensvormen huizen, met name dwergen, zoals de leden van het Kleine Volkje, magiërs en heksen. Het bos nodigt niet bijzonder tot avontuur, zoals de Zwarte Bergen dat vaak wel doen, maar de nabije ligging maakt dat veel Rommeldammers er ongewild  toch komen. Wammes Waggel voert daar soms zijn beroep als veerman uit in een meertje.